# شركة مطارات أبو ظبي

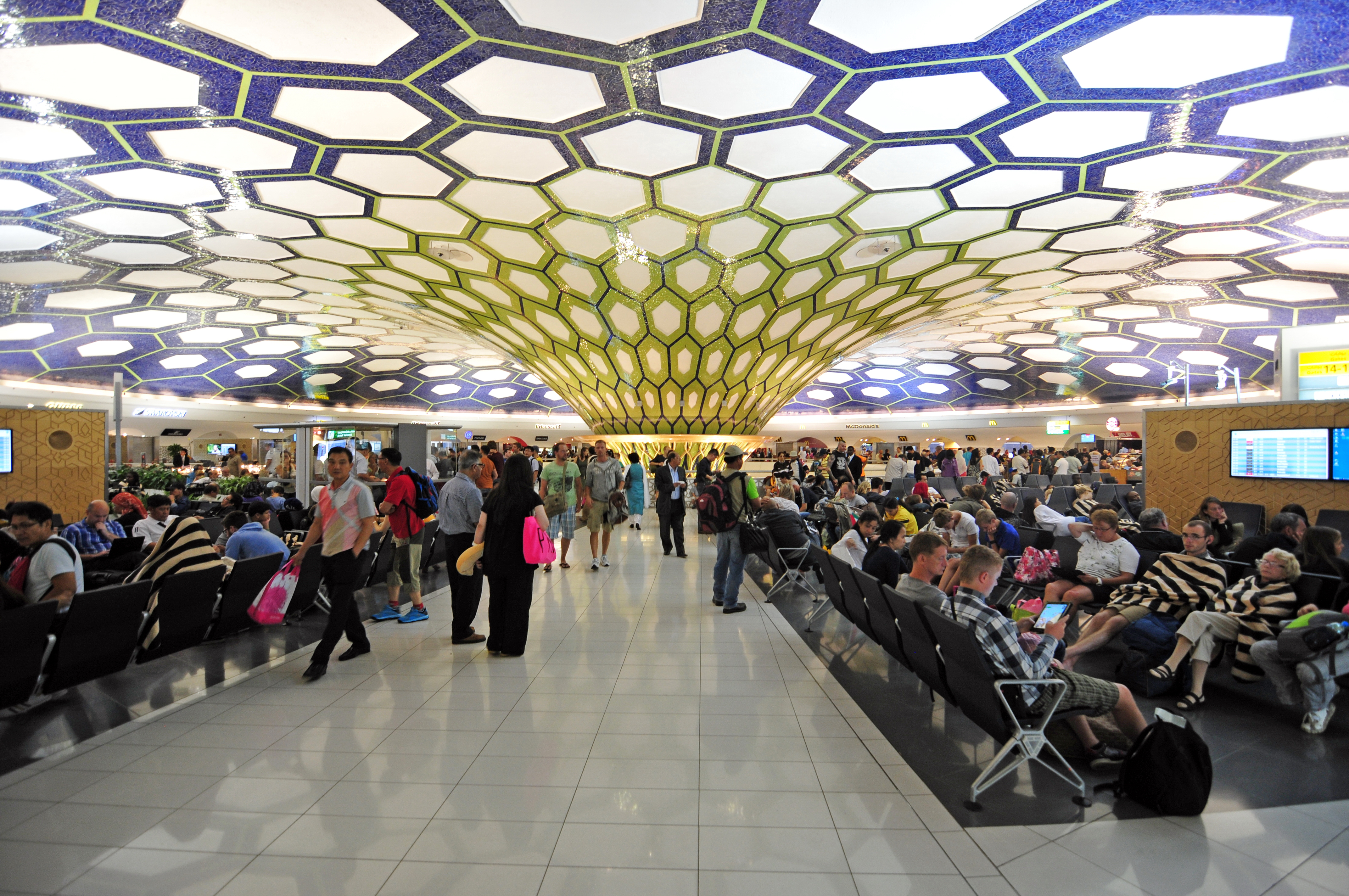
مطار أبوظبي الدولي

تأسست شركة أبوظبي للمطارات (أداك) في 4 مارس 2006 وتقدم خدمات متعلقة بالطيران و خاصة الإدارة و التشغيل في مطارات أبوظبي. تشمل المطارات المسؤولة عنها مطار أبوظبي الدولي ومطار العين الدولي ومطار البطين التنفيذي ومطار دلما ومطار صير بني ياس.

## وصلات خارجية
- موقع رسمي